# 金勇帅
金勇帅（韓語：김용수），是朝鲜民主主义人民共和国的政治人物。现任朝鲜劳动党财政经理部部长、朝鲜劳动党中央委员会候补委员。

## 生平
2016年5月9日，朝鲜劳动党第7次大会上当选朝鲜劳动党中央委员会委员、朝鲜劳动党财政经理部长。2018年降职为副部长。2019年3月，在最高人民会议第14期上，金勇帅当选代理议员。同年4月10日党中央委员会第7期第4次总会上，党中央任命他为财政经理部部第一副部长，朝鲜劳动党中央委员会候补委员。2020年8月13日，党中央委员会第7期第16次政治局会议上，党中央任命他为朝鲜劳动党财政经理部部长。